# Špela Čadež
Špela Čadež, née à Ljubljana le 20 novembre 1977, est une réalisatrice et productrice slovène de films d'animation,. Elle est surtout connue pour son utilisation de la technique de la caméra multiplane dans ses films d'animation.  

## Carrière
Après avoir obtenu un diplôme en design de communication visuelle (2002) à Ljubljana, Špela Čadež poursuit ses études à l'Académie des arts médiatiques de Cologne (en). Elle se spécialise dans l’animation analogique, notamment l’animation multiplane et l’animation en volume,. 
À Cologne, elle réalise les films Zasukanec et Liebeskrank (Mal d'amour). Ses films d'animation remportent plus de 100 prix. Depuis 2008, Špela Čadež travaille en Slovénie en tant que réalisatrice et productrice de films d’animation. En 2017, elle est devenue membre de l'Académie des arts et des sciences du cinéma.

## Filmographie (sélection)
- Steakhouse (2021)
- Orange is the New Black – Unraveled[7] (2017)
- Nighthawk[8] (2016)
- Boles[9] (2013)
- Last Minute[10] (2010)
- Far East Film Festival Trailer[11] (2009)
- Marathon[12] (2008)
- Liebeskrank[13] (2007)
- Zasukanec[14] (2004)

## Reconnaissance
Špela Čadež reçoit le prix animation court métrage 2008 pour Liebeskrank au 9e Festival international Music & Cinema d'Aubagne.
Nighthawk a reçu 23 prix et distinctions, dont le Grand Prix au Holland Animation Film Festival (HAFF) et à l'Animafest de Zagreb. Il est présenté dans des festivals internationaux, notamment le Festival du film de Sundance, le Festival international du court-métrage de Clermont-Ferrand et le Festival international du film d'animation d'Annecy.
Le dernier film de Špela Čadež, Steakhouse, est présenté en avant-première au Festival international du film de Locarno et est présélectionné pour la 95e cérémonie des Oscars dans la catégorie du Meilleur court métrage d’animation en 2021. 
Pour le même film, Špela Čadež remporte également le Prix du jury au Festival international du film d'animation d'Annecy en 2021, puis, en 2022, elle reçoit une mention spéciale du jury international  au 44e Festival de Clermont-Ferrand.

En 2022, Špela Čadež reçoit la plus haute distinction culturelle slovène, le Prix de fods Prešeren avec cette citation : 

« Parmi les œuvres les plus marquantes du milieu audiovisuel par leur puissance analogique, celles de la réalisatrice Špela Čadež, auteure de films d’animation, se distinguent particulièrement. Čadež prend pour point de départ des thématiques existentielles exigeantes et les transpose grâce à la magie de l’animation, en y ajoutant une touche d’humour et en les couronnant d’une conclusion percutante. Le résultat ne laisse pas les spectateurs indifférents : elle leur transmet, sans un mot, des vérités qu’ils n’auraient sans doute même pas voulu entendre dans une conversation ordinaire »

— Jožef Muhović.